# Daniel Välitalo
Ej att förväxla med ishockeymålvakten Daniel Wälitalo.
Daniel Välitalo, född 23 augusti 1976, är en svensk bandyspelare (försvarare) i Edsbyns IF. Moderklubb är IFK Kalix.
Säsongen 08/09 debuterade han i landslaget och var med Sverige när man tog VM-guld i ABB Arena 2009.

## Klubbar i karriären
- 1995/96-1999/00: Kalix BF
- 2000/01-2012/13: Edsbyns IF
- 2013/14- : Dynamo-Kazan